# Dendrortyx leucophrys
Dendrortyx leucophrys là một loài chim trong họ Odontophoridae.